# Корфантув
Корфантув (пол. Korfantów) — город в Польше, входит в Опольское воеводство, Нысский повят. Имеет статус городско-сельской гмины. Занимает площадь 10,22 км². Население — 1841 человек (на 2009 год).

## География
Корфантув находится в южной части Немодлинской равнины. Расположен в 32 км юго-западнее Ополе, в 19 км севернее Прудника, и в 46 км западнее Кендзежин-Козле.

## Галерея

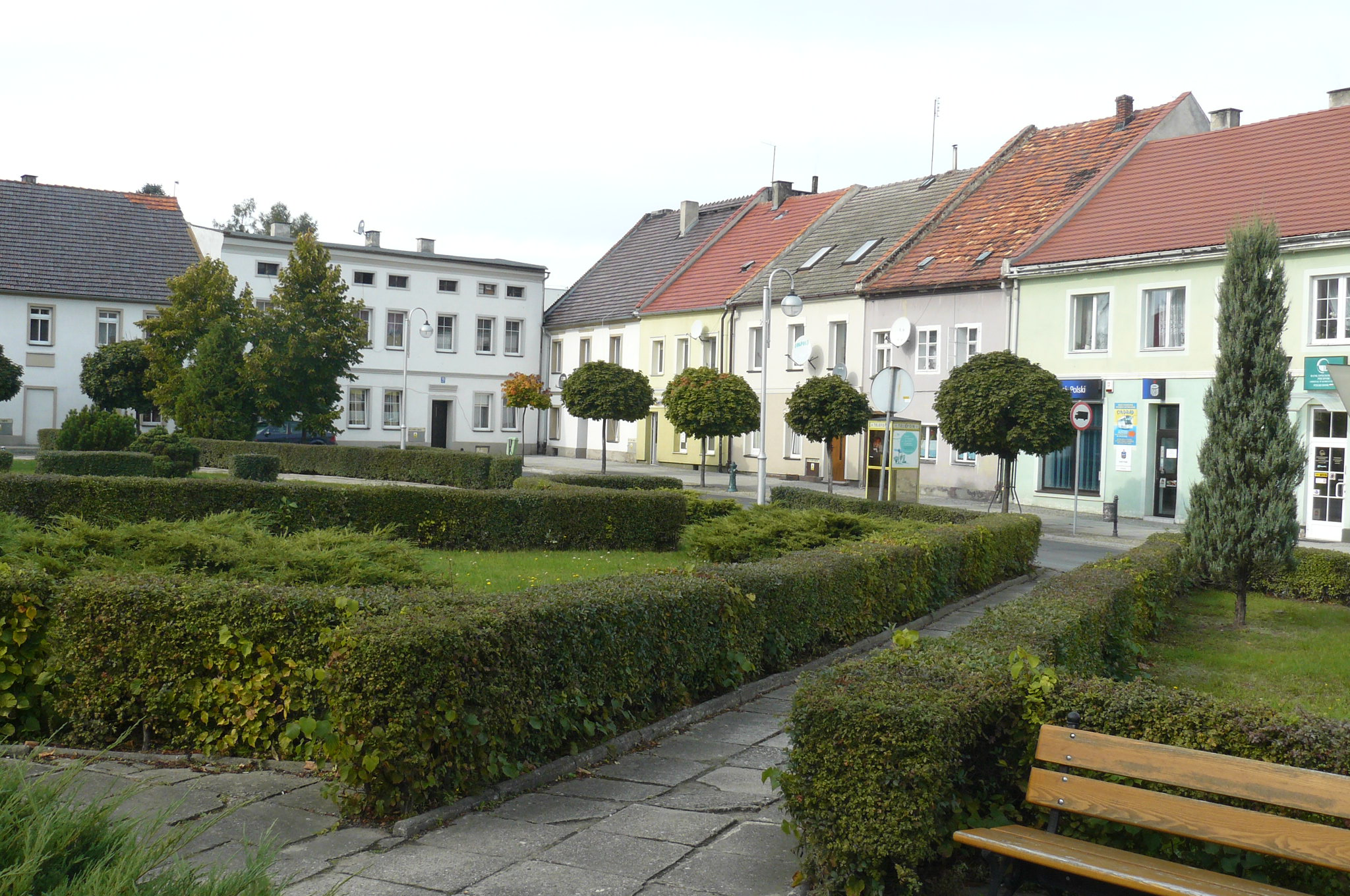
Городской сквер
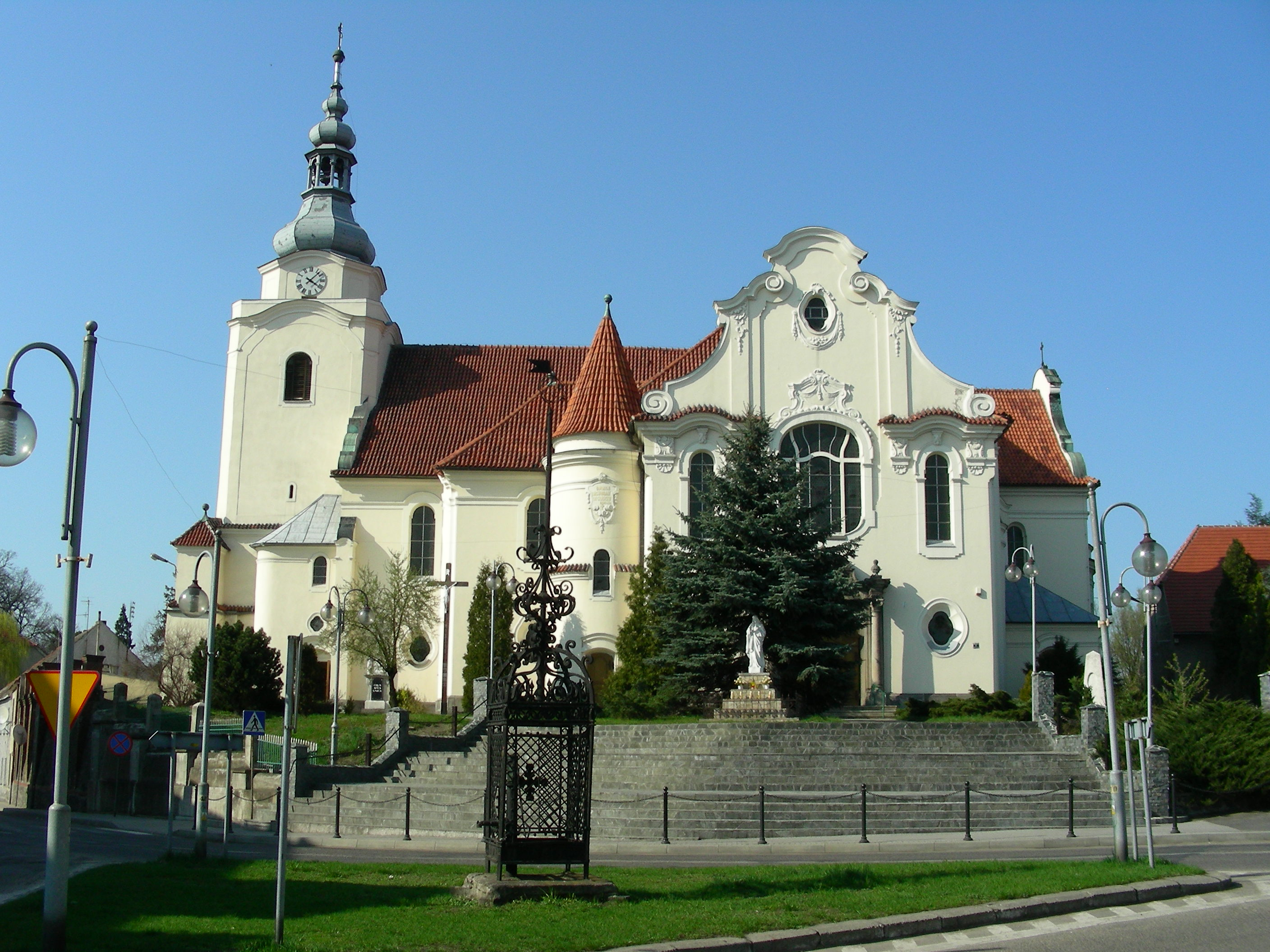
Церковь Корфантува
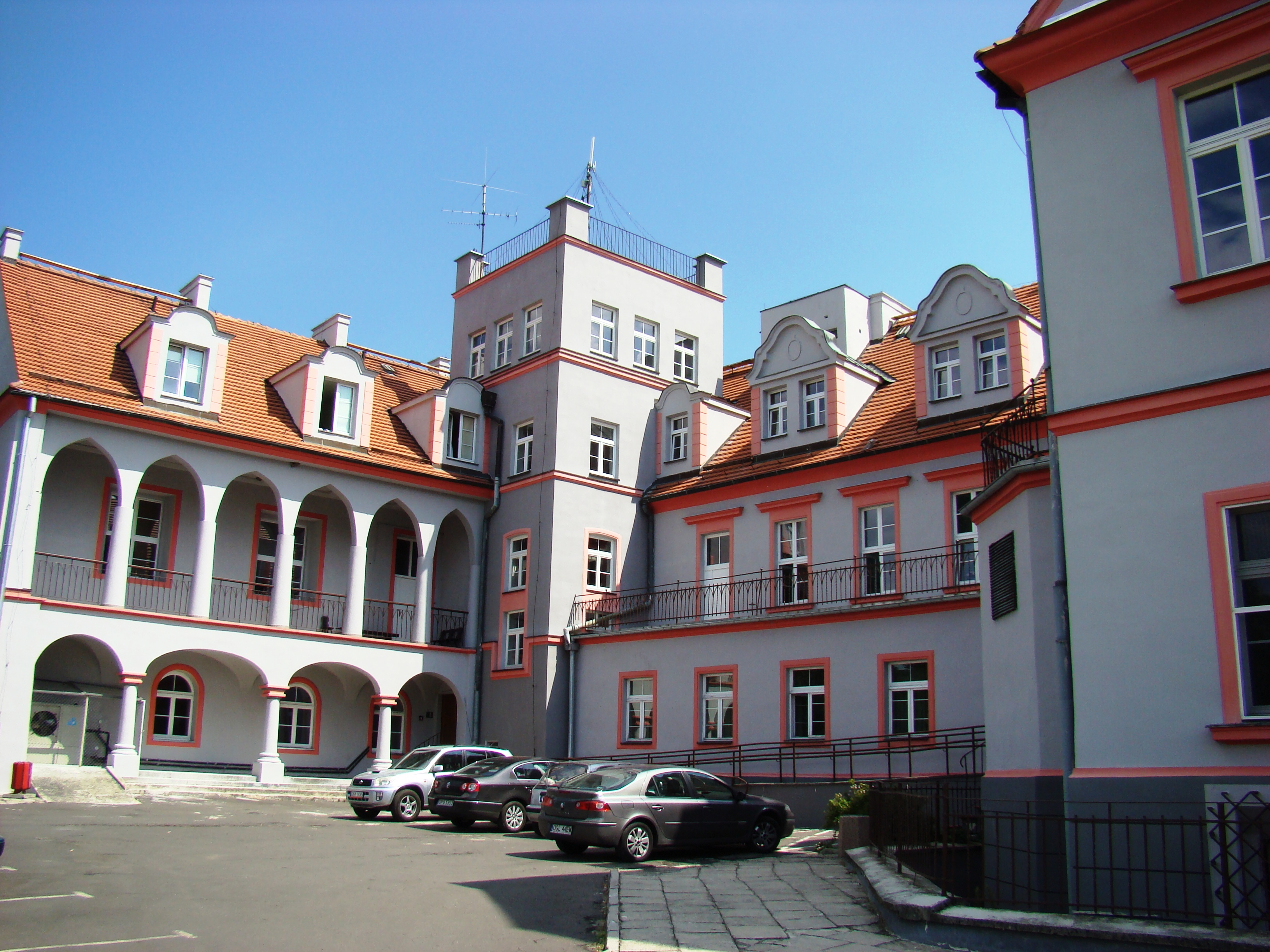
Бывший замок, а ныне больница Корфантува
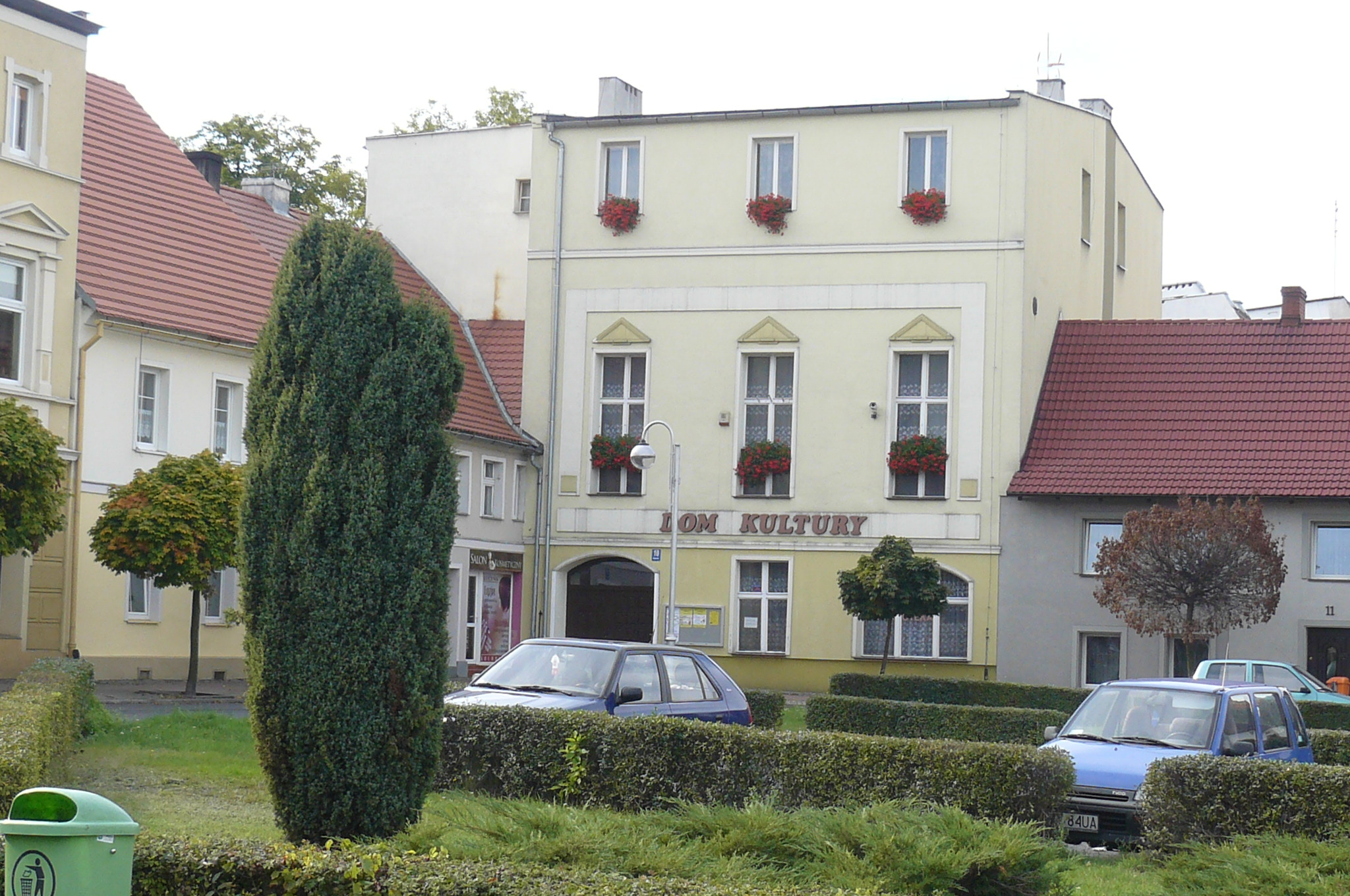
Дом культуры Корфантува